# فيوليت ويب (لاعبة ألعاب قوى)
فيوليت بلانش ويب (المعروفة باسم سيمبسون، والمولودة في 3 فبراير 1915، والمُتوفاة في 27 مايو 1999) هي لاعبة ألعاب قوى إنجليزية في سباقات المضمار والميدان ولعبت باسم بريطانيا العظمى في الألعاب الأولمبية الصيفية لعام 1932، وفي الألعاب الأولمبية الصيفية لعام 1936.
وُلدت فيوليت في ويلسدن وتوفيت في نورثوود بلندن. أنجبت فيوليت لاعبة ألعاب القوى جانيت سيمبسون.
كانت فيوليت بعمر السابعة عشر واحدة من خمس سيدات انضمن إلى جمعية الهواة الرياضية النسائية في دورة الألعاب الأولمبية الصيفية في لوس أنجلوس عام 1932 كأول لاعبة أولمبية بريطانية في أحداث ألعاب القوى، جنبًا إلى جنب مع إثيل جونسون، وجويندولين بورتر، ونيلي هالستيد، وإلين هيسكوك. حصلت فيوليت على المركز الخامس في سباق 80 متر حواجز. وظهرت أيضًا في سباق التتابع 4 × 100 متر، حيث حلت محل المصابة إثيل جونسون، وفازت بالميدالية البرونزية مع زملائها في الفريق إيلين هيسكوك، وجويندولين بورتر ونيللي هالستيد.
بعد أربع سنوات في أولمبياد برلين، أُقصيت من الدور نصف النهائي لمسابقة 80 مترًا حواجز. فازت ابنتها جانيت سيمبسون بنفس الميدالية في نفس الحدث في دورة الألعاب الأولمبية الصيفية لعام 1964 في طوكيو.
لعبت فيوليت ويب في دورة الألعاب الإمبراطورية عام 1934، التي أُقيمت في لندن بإنجلترا، وفازت بالميدالية البرونزية في الوثب الطويل. أُقصيت في التصفيات في سباق 80 مترًا حواجز. كما شاركت أيضًا في دورة الألعاب العالمية للسيدات عام 1934، وفازت بالميدالية البرونزية في سباق 80 مترًا حواجز.